# 제1차 합비신성 전투
제1차 합비신성 전투는 중국의 삼국시대 와중인 231년 조위와 동오 사이에 일어난 전투이다.
230년, 위는 대오 방어선의 최전방인 합비성이 노후되자 새로 성을 쌓았는데 이를 신성이라 한다. 231년 손권은 세 번째로 합비 공략에 나섰다. 합비에 주둔하고 있던 만총은 중앙에 합비 방위를 위하여 연주와 유주에서 군사를 징발해 줄 것을 요청했다.